# Nycteola dilutanoides
Nycteola dilutanoides är en fjärilsart som beskrevs av Barend J. Lempke 1958. Nycteola dilutanoides ingår i släktet Nycteola och familjen trågspinnare. Inga underarter finns listade i Catalogue of Life.